# Iryna Bilyk

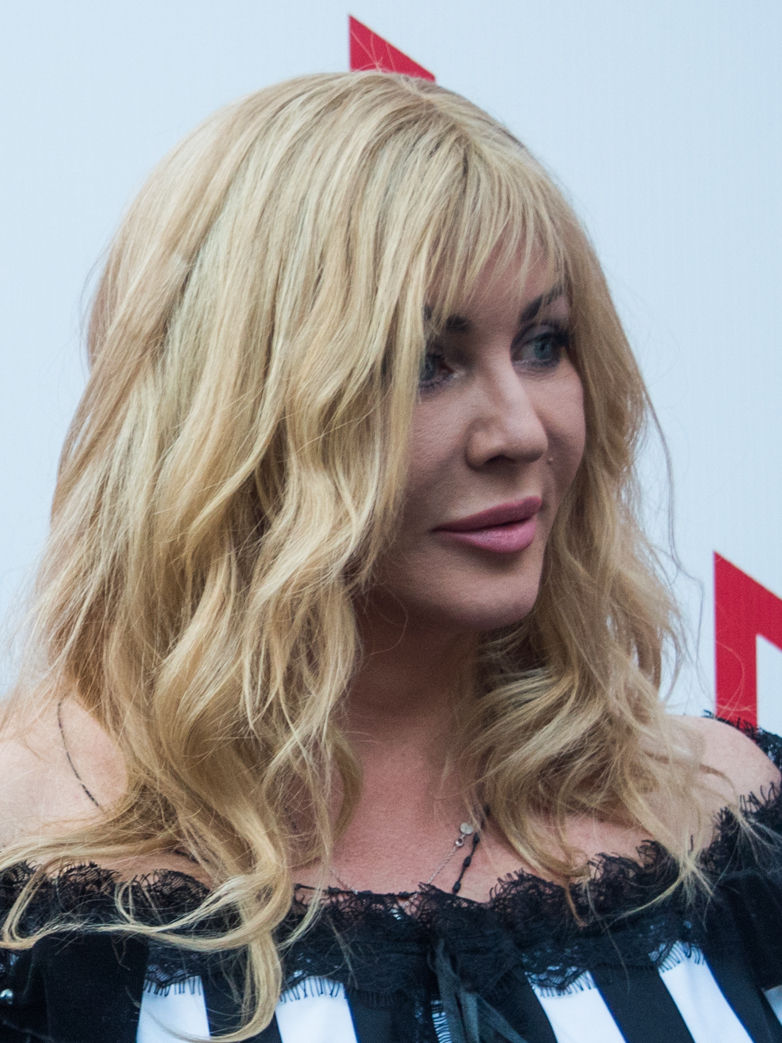
Iryna Bilyk, 2017

Iryna Mykolajiwna Bilyk (ukrainisch Ірина Миколаївна Білик; * 6. April 1970 in Kiew, Ukrainische SSR) ist eine ukrainische Sängerin und Komponistin.

## Leben
Bilyk kam als Tochter eines Ingenieurs einer Kiewer Flugzeugfabrik zur Welt. Sie begann im Alter von fünf Jahren zu tanzen, und ein Jahr später im Kinder-Ensemble „Sonetschko“ (ukrainisch Сонечко, zu deutsch: „Kleine Sonne“) zu singen. Im Alter von 19 Jahren nahm sie am Musikfestival Tscherwona ruta (Червона рута) teil.
Sie studierte an der Kiewer Nationalen Universität für Kunst und Kultur.
Im Jahr 1995 fand ihr erstes Solokonzert im Palast Ukrajina statt. Zwischen 1990 und 2017 veröffentlichte sie zwölf Alben.
Etliche Singles und EPs wurden ausgekoppelt.
Bilyk ist verheiratet und hat zwei Söhne, wobei der zweite mit Hilfe einer Leihmutter ausgetragen wurde.

## Ehrungen
- Volkskünstler der Ukraine (2008[2])

## Diskografie

### Studioalben
- 1990: Kuwala sosulja
- 1994: Ja roskaschu
- 1995: Nowa
- 1996: Tak prosto
- 1997: Farby
- 2000: OMA
- 2002: Biłyk (auf Polnisch)
- 2003: Bilyk. Krajina
- 2004: Ljubow. Jad (auf Russisch)
- 2008: Na bis (auf Russisch)
- 2014: Rasswet (auf Russisch und Ukrainisch)
- 2017: Bes grima (auf Russisch und Ukrainisch)

### Kompilationen
- 1998: Kraschtsche: 1988 – 1998
- 2006: Dopomochty tak lechko
- 2008: Nawsegda. The Best Of
- 2012: My budem wmeste. The Best

### Singles (Auswahl)
- 1996: Tak prosto
- 1999: Wybatschaj
- 2001: Kraina
- 2002: Anioł?
- 2002: Droga
- 2003: Mowtschaty (mit Skryabin)
- 2003: Tu - Na Sever, Ya - Na Yug (mit Verka Serduchka)
- 2014: Ne Tsiluy (mit TIK)
- 2014: Devochka
- 2017: Listja
- 2018: Ne pytaj
- 2018: Wpersche
- 2018: Ne chowaj otschej

## Filmografie
- 2004: Sorotschinskaja jarmarka – eine ausländische Sängerin